# Ghelari
Ghelari (en hongrois : Gyalár) est une commune de Roumanie, située dans le județ de Hunedoara en Transylvanie.